# ドン・ボーリンガー
ドン・ボーリンガー（Don Bohlinger、1956年4月 - ）は、アメリカ合衆国の脚本家。

## 作品
- エクスペリメント
- トロイの秘宝を追え!
- トルネード　～巨大竜巻発生～
- ギルティ
- es［エス］
- エル
- ダブルトリック／謎のアリバイを追え!